# Marek Dąbrowski (sportowiec)
Marek Dąbrowski (ur. 16 grudnia 1972 w Warszawie) – polski motocyklista rajdowy.

## Życiorys
Jeden z najbardziej utytułowanych zawodników w historii polskiego motor-sportu. Wielokrotny uczestnik Rajdu Dakar oraz rajdów z cyklu Mistrzostw Świata Cross Country. Wspólnie z Jackiem Czachorem założyciel zespołu rajdowego Orlen Team. Trzykrotny Mistrz Świata w rajdach motocyklowych oraz dwukrotny Vice Mistrz Świata. Swoją karierę motocyklową rozpoczął w 1989 roku. Po niespełna 3 latach zdobył drużynowe Mistrzostwo Świata w Rajdach Enduro – 6 dniówka w Essen w 1993 roku. W 2000 roku w duecie z Jackiem Czachorem jako Pierwszy Polak Osiągnął metę Rajdu Dakar startując na motocyklu Yamaha WR.
W Latach 2001–2012 startował w barwach zespołu Orlen Team w klasie motocykli w rajdach Cross Country zdobywając liczne sukcesy na arenie międzynarodowej. W 2013 roku znów wspólnie z Jackiem Czachorem zakończyli karierę motocyklową przesiadając się do auta rajdowego. W 2014 roku zdobył 7. miejsce w klasyfikacji generalnej Rajdu Dakar zaliczając najlepszy debiut w klasie samochodów rajdowych.
Nauczyciel i trener. Spod jego skrzydeł wyszły kolejne pokolenia motocyklistów rajdowych, między innymi Jakub Przygoński, Maciej Giemza i Adam Tomiczek. Współtwórca Akademii Orlen Team. Czynnie wspiera dyscyplinę motocrossu, dbając o przyszłe pokolenia motocyklistów. w 2019 roku założył szkołę Rally Training Center w Dubaju (ZEA), która ma na celu szkolenie i rozwój motocyklistów oraz kierowców rajdowych w sporcie Cross Country. Celem nadrzędnym ośrodka szkoleniowego jest podnoszenie kwalifikacji oraz bezpieczeństwa zawodników podczas rajdów.

## Kariera sportowa
- Mistrz Świata 2011 Open Trophy
- Mistrz Świata 2008 w klasie over 450 Rally Production
- Drugi Wicemistrz Świata 2004, 3. miejsce w klasyfikacji generalnej Mistrzostw Świata FIM 2004 w Rajdach Długodystansowych
- Ukończył Rajd Argentyny 2004 na 4. miejscu w klasyfikacji generalnej, jadąc na motocyklu KTM LC4 660 Rally
- Ukończył Rajd Dubaju 2004 na 2. miejscu w klasyfikacji generalnej, jadąc na motocyklu KTM LC4 660 Rally
- Ukończył Rajdu Orientu 2004 na 7. miejscu w klasyfikacji generalnej, jadąc na motocyklu KTM LC4 Rally
- Ukończył Rajd Maroka 2004 na 9. miejscu w klasyfikacji generalnej, jadąc na motocyklu KTM LC4 660 Rally
- Wicemistrz Świata 2003 – 2. miejsce w klasyfikacji generalnej Mistrzostw Świata FIM 2003
- Ukończył Rajd Dubaju 2003 na 3. miejscu w klasyfikacji generalnej jadąc na motocyklu KTM LC4 660 Rally
- Zwycięzca Rajdu Orientu 2003 – 1. miejsce w klasyfikacji generalnej jadąc na motocyklu KTM LC4 660 Rally
- Ukończył Rajd Maroka 2003 na 6. miejscu w klasyfikacji generalnej, jadąc na motocyklu KTM LC4 660 Rally
- Ukończył Rajd Tunezji 2003 na 6. miejscu w klasyfikacji generalnej jadąc na motocyklu KTM LC4 660 Rally
- Ukończył jubileuszowy 25. Rajd Dakar 2003 na 9. pozycji w klasyfikacji generalnej jadąc na motocyklu KTM LC4 660 Rally
- 3. miejsce w klasyfikacji generalnej Pucharu Świata FIM 2002 r.
- Ukończył Rajd Dubaju 2002 (UAE Desert challenge) na 8. pozycji, co dało mu wysokie 3. miejsce w klasyfikacji generalnej Pucharu Świata (FIM); z Dubaju przywiózł trzy puchary – za 8. miejsce, zwycięstwo w prologu i pierwsze miejsce w klasie maraton
- Ukończył Rajd Egiptu 2002 (Rally of Egypt) na 7. pozycji, jadąc na motocyklu KTM 660
- Ukończył Rajd Master w Rosji na 3. pozycji, jadąc na motocyklu KTM 660
- Ukończył Rajd Maroka 2002 na 13. pozycji, jadąc na motocyklu KTM 660
- Ukończył Rajd Arras – Madryt – Dakar 2002 na 21. pozycji, jadąc na motocyklu KTM 660 Rally Replica
- Uczestniczył w Rajdzie Paryż – Dakar 2001, jadąc na motocyklu HONDA XRR 650cm3; podczas 10. etapu, zajmując wysoką 16. pozycję w generalnej klasyfikacji, uległ wypadkowi i został zmuszony do wycofania się z rajdu
- Ukończył Rajd Paryż – Dakar – Kair 2000 na 52. pozycji, jadąc na motocyklu YAMAHA WR 400F; w swojej klasie do 400 cm³ zajął 9. miejsce, wśród zawodników jadących takimi samymi motorami – 2. miejsce
- Wielokrotny Mistrz i Wicemistrz Polski w Rajdach Enduro
- 1993 – trzeci sportowiec Warszawy wybrany w plebiscycie na najlepszego sportowca
- uczestnictwo w Drużynowych Mistrzostwach Świata (Holandia, USA, Polska)
- 1993 – Drużynowy Mistrz Świata w Rajdach Enduro – Sześciodniówka (Holandia)
- 1993 – Mistrz Polski Juniorów w klasie 125 w Rajdach Enduro
- 1992 – Powołany do Kadry Polski
- Uprawia sporty motorowe od 1989

## Osiągnięcia

### Motocykl
- 2002 – 3. Miejsce w Pucharze Świata w rajdach Cross Country FIM
- 2003 – vice Mistrz Świata w rajdach Cross Country FIM
- 2004 – II vice Mistrz Świata w rajdach Cross Country FIM
- 2008 – Mistrz Świata w rajdach Cross Country FIM w klasie Open
- 2011 – Mistrz Świata w rajdach Cross Country FIM w klasie Open

### Auto
- 2013 – II miejsce w klasyfikacji generalnej Rajdu Baja Poland
- 2014 – najlepszy debiut w rajdzie Dakar – 7. miejsce w klasyfikacji Generalnej
- 2014 – 4. miejsce w Pucharze Świata w rajdach Cross Country FIA
- 2014 – 3. miejsce w klasyfikacji generalnej rajdu Baja Italia
- 2014 – 3. miejsce w klasyfikacji generalnej rajdu Sealine Cross Country Rally – Qatar
- 2016 – 3. miejsce w klasyfikacji generalnej rajdu Baja Italia
- 2016 – 3. miejsce w klasyfikacji generalnej rajdu Baja Poland

W 2009 odznaczony Złotym Krzyżem Zasługi.

## Starty w Rajdzie Dakar
| Rok  | Kategoria | Pojazd                | Wynik | Uwagi                       |
| ---- | --------- | --------------------- | ----- | --------------------------- |
| 2000 | motocykle | Yamaha WR 400F        | 52    |                             |
| 2001 | motocykle | Honda XR 650          | NU    | odpadł na 10. etapie        |
| 2002 | motocykle | KTM 660 Rally Replica | 21    |                             |
| 2003 | motocykle | KTM LC4 660 Rally     | 9     |                             |
| 2005 | motocykle | KTM LC4 660 Rally     | 11    |                             |
| 2006 | motocykle | KTM LC4 660 Rally     | NU    | wycofał się na 5. etapie    |
| 2007 | motocykle | KTM LC4 660 Rally     | 24    |                             |
| 2009 | motocykle | KTM 690 Rallye        | NU    | nie wystartował do 6. etapu |
| 2010 | motocykle | KTM 660 Rally         | 33    |                             |
| 2011 | motocykle | KTM 660 Rally         | 17    |                             |
| 2012 | motocykle | KTM 450 RR            | 29    |                             |
| 2013 | motocykle | KTM 450 RR            | 80    |                             |